# Bizonyíték (Asimov)
A Bizonyíték (eredetileg angolul Evidence) Isaac Asimov 1946-os novellája, amely az Astounding Science Fiction magazin szeptemberi számában jelent meg. Megtalálható az Én, a robot és a Robottörténetek című novelláskötetekben.

## Történet
|  | Alább a cselekmény részletei következnek! |

Stephen Byerley foglalkozását tekintve ügyvéd, aki indul a 2032-es polgármesteri választásokon. Franciss Quinn politikusnak ez nem tetszik, azzal gyanúsítja meg őt, hogy Byerley egy robot. Érvei elég meggyőzőek a robotellenes tömeg számára, ugyanis Byerley-t még senki nem látta se enni, se inni, se aludni. Az Amerikai Robothoz fordul bizonyítékért, így Lanning és Susan Calvin elbeszélget a polgármesterjelölttel. Byerley megeszik egy almát, azonban Calvin szerint ez nem bizonyít semmit.
Egy héttel a jelölés előtt elterjed a hír, aminek következtében átkutatják Byerley házát, és őt magát is meg akarják röntgenezni, de ő ezt személyiségi jogaira hivatkozva nem hagyja. Quinn elbeszélget a jelölttel, s közben meg is gyanúsítja azzal, hogy nem ő az igazi Stephen Byerley, hanem a vele együtt élő mozgássérült ember az, s az ügyvéd csak az ő robotkreálmánya. Eközben az indulatok annyira elszabadulnak, hogy Byerley egyik beszédénél egy ember nyíltan követeli, hogy a polgármesterjelölt üsse meg. Byerley ennek eleget tesz, így egy-kettőre eloszlik a kétség, egy robot ugyanis nem üthet meg egy embert.
Utólag Susan Calvin elmondja Byerley-nek, hogy még ezzel sem bizonyította teljesen, hogy ember, hiszen ha a másik fél is egy robot volt, akkor nyugodtan megüthette. A robotpszichológus szerint azonban ha valaki úgy kormányozna, mint Byerley, akkor lényegtelen, hogy ember vagy robot-e az illető, így ráhagyja a dolgot.
Byerley sikeresen kormányozza a rábízott embereket, majd sok évvel később, amikor lemond, atomizáltatja magát, így utólag sem derül ki, hogy ember volt-e vagy robot.
|  | Itt a vége a cselekmény részletezésének! |

## Megjelenések

### angol nyelven
1. Astounding, 1946. szeptember
2. I, Robot (Gnome Press, 1950)
3. The Pseudo People (Sherbourne, 1965)
4. Strange Universe (Blackie, 1974)
5. Political Science Fiction (Prentice Hall, 1974)
6. The Androids Are Coming (Elsivere, 1979)
7. Isaac Asimov (Octopus, 1981)
8. The Complete Robot (Doubleday, 1982)
9. The Great SF Stories 8 (1946) (Daw, 1982)
10. The Robot Collection (Doubleday, 1983)
11. Golden Years of SF 4th Series (Bonanza Books, 1984)
12. The Asimov Chronicles: Fifty Years of Isaac Asimov (Dark Harvest, 1989)

### magyar nyelven
1. Én, a robot (Kossuth, 1966, ford.: Vámosi Pál)
2. Robur #12, 1986. (ford.: Vámosi Pál)
3. Én, a robot (Móra, 1991, ford.: Vámosi Pál)
4. Robottörténetek, II. kötet (Móra, 1993, ford.: Vámosi Pál)
5. Isaac Asimov teljes Alapítvány-Birodalom-Robot Univerzuma, I. kötet (Szukits, 2001, ford.: Vámosi Pál)
6. Én, a robot (Szukits, 2004, ford.: Vámosi Pál)

| Előző          | Sorozat                                               | Következő |
| -------------- | ----------------------------------------------------- | --------- |
| A csillagokba! | Robot sorozat Alapítvány–Birodalom–Robot regényciklus | Rabszolga |